# Gale Sondergaard
Gale Sondergaard (* 15. Februar 1899 in Litchfield, Minnesota; † 14. August 1985 in Woodland Hills, Kalifornien; eigentlich Edith Holm Sondergaard) war eine US-amerikanische Schauspielerin dänischer Abstammung. 1937 gewann sie für Ein rastloses Leben den erstmals vergebenen Oscar als beste Nebendarstellerin.

## Leben
Sondergaard besuchte die Schauspielschule School of Dramatic Arts in Minneapolis und wechselte später ans Theater zur John Keller Shakespeare Company. Durch Auftritte in Stücken wie Hamlet, Julius Cäsar, Der Kaufmann von Venedig oder Macbeth reiste sie durch Nordamerika.
Mit dem Drama Ein rastloses Leben (1936) feierte sie ihr Filmdebüt; ihre Darstellung einer durchtriebenen Haushälterin in dem Film brachte ihr den erstmals vergebenen Oscar als beste Nebendarstellerin ein. In der Folgezeit war sie in Hollywood vor allem auf eisige oder gar böse Frauenfiguren abonniert, nur gelegentlich verkörperte sie auch warmherzigere Charaktere. Ursprünglich sollte sie 1939 im Musicalfilm Der Zauberer von Oz die Figur der bösen Hexe verkörpern. Aber als Metro-Goldwyn-Mayer beschloss, das verführerische Äußere der bösen Hexe mit Schminke in ein hässliches umzuwandeln, lehnte sie die Rolle ab und wurde durch Margaret Hamilton ersetzt. 1946 wurde sie für ihre Darstellung der Hauptfrau des Königs in Anna und der König von Siam nochmals für den Oscar als beste Nebendarstellerin nominiert, gewann die Auszeichnung diesmal jedoch nicht.
Im Jahr 1922 heiratete Sondergaard Neil O’Malley, ließ sich aber 1930 wieder von ihm scheiden. Noch im selben Jahr schloss sie eine Ehe mit dem Regisseur Herbert Biberman, aus der zwei Kinder hervorgingen. Als Schauspielerin in den 1930er und 1940er Jahren zunächst erfolgreich, erlitt ihre Karriere einen schweren Rückschlag in den frühen 1950er Jahren während der McCarthy-Ära. Ihr Ehemann wurde als Kommunist beschuldigt und in die Liste der Hollywood Ten aufgenommen, worauf auch sie selbst auf die schwarze Liste gesetzt wurde. Sie verkauften ihr Haus in Hollywood und zogen nach New York um, wo Gale wieder ans Theater kam. Nach dem Tod ihres Mannes 1971 war sie noch einmal in verschiedenen Film- und Fernsehproduktionen zu sehen. Sie starb 1985 mit 86 Jahren an einer Hirnvenenthrombose in Woodland Hills, Kalifornien.

## Filmografie (Auswahl)
- 1936: Ein rastloses Leben (Anthony Adverse)
- 1936: Im Kreuzverhör (Maid of Salem)
- 1937: Im siebenten Himmel (Seventh Heaven)
- 1937: Das Leben des Emile Zola (The Life of Emile Zola)
- 1938: Dramatic School
- 1939: Sons of Liberty (Kurzfilm)
- 1939: Juarez
- 1939: Erbschaft um Mitternacht (The Cat and the Canary)
- 1940: The Blue Bird
- 1940: Im Zeichen des Zorro (The Mark of Zorro)
- 1940: Das Geheimnis von Malampur (The Letter)
- 1941: The Black Cat
- 1943: A Night to Remember
- 1943: The Strange Death of Adolf Hitler
- 1944: Weihnachtsurlaub (Christmas Holiday)
- 1944: Das Spinnennest (The Spider Woman)
- 1944: Der Unsichtbare nimmt Rache (The Invisible Man’s Revenge)
- 1944: The Climax
- 1946: The Spider Woman Strikes Back
- 1946: Anna und der König von Siam (Anna and the King of Siam)
- 1947: Der Weg nach Rio (Road to Rio)
- 1947: Die Piraten von Monterey (Pirates of Monterey)
- 1949: Verlorenes Spiel (East Side, West Side)
- 1968: Savage Intruder
- 1969: Slaves
- 1976: Der Mann, den sie Pferd nannten – 2. Teil (The Return of a Man Called Horse)
- 1977: Visions (Fernsehserie, eine Folge)
- 1982: Echoes – Living Nightmare